# Istanbul Güngörenspor
Istanbul Güngörenspor ist ein türkischer Fußballverein aus dem Istanbuler Stadtteil und Landkreis Güngören. Der Verein spielte den Großteil seiner Vereinshistorie in der dritthöchsten türkischen Spielklasse, der TFF 2. Lig. In den 2000er und 2010er Jahren erreichte man zweimal den Aufstieg in die TFF 1. Lig und spielte hier insgesamt drei Spielzeiten lang. In den Jahren 1983 bis 1990 hieß der Klub Kapalıçarşı SK, in den Jahren 1990 bis 2011 Güngören Belediyespor und seit 2011 heißt der Klub Istanbul Güngörenspor. Der Klub steht in keiner Beziehung zum  1959 gegründeten Amateurverein und Bezirksrivalen Güngörenspor und versucht diesen seit Jahren zu übernehmen.

## Geschichte

### Gründung
Der Verein wurde im Jahr 1983 von den Geschäftstreibenden des Großen Basars als Kapalıçarşı Spor Kulübü, kurz Kapalıçarşı SK, gegründet. Dabei ist Kapalıçarşı die türkische Bezeichnung des Großen Basars. Unter diesem Namen schaffte der Klub zur Saison 1988/89 den Aufstieg in die damals als 3. Lig bezeichnete dritthöchste türkische Spielklasse und damit in den Profifußball. Nachdem der man zum Sommer 1990 nach Güngören umgezogen war, änderte man den Vereinsnamen zu Güngören Belediyespor (dt. Gündören Stadtverwaltungssportverein). Zu dieser Zeit existierte bereits ein Verein mit dem Namen Güngörenspor, sodass man auf den Namen mit dem Zusatz Belediyespor ausgewiechen wurde. Mit diesem neuen Namen nahm der Verein dann an der Drittligasaison 1990/91 teil.
Der Klub schaffte in der Saison 2007/08 den ersten Aufstieg der Vereinsgeschichte in die zweithöchste türkische Spielklasse, in die heutige TFF 1. Lig. Hier verpasste man bereits in der ersten Spielzeit den Klassenerhalt, wodurch man nach einer Saison wieder in der TFF 2. Lig. Hier erreichte man bereits in der ersten Saison den direkten Wiederaufstieg. Im Playoff-Finale um den letzten Aufstiegsplatz besiegten die südtürkischen Traditionsverein Adana Demirspor mit 1:0. Nachdem man der Saison 2010/11 den Klassenerhalt erreichte, verpasste man ihn in der Zweitliga 2011/12.

### Namensänderung und Abstieg in die Amateurliga
Nachdem alle Bestrebungen Güngörenspor zu übernehmen gescheitert waren, änderte man zum Sommer 2011 den Namen in Istanbul Güngörenspor um. Der Verein verfehlte in dieser Spielzeit den Klassenerhalt in der 1. Lig und stieg nach zwei Jahren wieder in die 2. Lig ab. In dieser Liga konnte sich der Klub auch nur zwei Spielzeiten halten und musste zum Sommer 2014 in die TFF 3. Lig absteigen. Auch in dieser Liga spielte der Klub von Saisonbeginn um den Abstieg und stand bereits Wochen vor dem Saisonende als Absteiger fest. Dadurch musste der Verein nach 14 Jahren wieder in die Amateurliga Bölgesel Amatör Lig absteigen.

## Ligazugehörigkeit
- 1. Liga: –
- 2. Liga: 2008–2009, 2010–2012
- 3. Liga: 1988–2000, 2001–2008, 2009–2010, 2012–2014
- 4. Liga: 2009–2011, 2014–2015
- regionale Amateurliga: 1983–1988, 2000–2001, seit 2015

## Bekannte ehemalige Spieler
| - Hakan Arslan - Abdülkerim Durmaz - Birol Hikmet - Erhan Küçük - Süleyman Küçük - Levent Demiray - Hasan Yiğit - İsmail Demirci - İbrahim Arıkan |

## Ehemalige Trainer (Auswahl)
- Abdülkerim Durmaz (Juli 1999 – März 2000)
- Adnan Dinçer (März 2000 – Mai 2000)
- Kamuran Yavuz (Oktober 2000 – April 2002)
- Abdülkerim Durmaz (Januar 2003 – Mai 2004)
- Fahrettin Genç (Mai 2004 – Mai 2006)
- Mustafa Serin (Oktober 2006 – Februar 2008)
- Metin Altınay (April 2009 – Mai 2011)
- Fahrettin Genç (August 2011 – November 2011)
- Ömer Can Göksu (November 2011 – März 2012)
- Abdülkerim Durmaz (März 2012 – Januar 2013)
- Metin Altınay (Januar 2013 – September 2013)
- Raif Öztürk (September 2013 – Oktober 2013)
- Coşkun Demirbakan (Oktober 2013 – Dezember 2013)
- Mustafa Serin (Dezember 2013 – April 2014)
- Metin Altınay (November 2014 – Mai 2015)

## Ehemalige Präsidenten (Auswahl)
- Yahya Baş